# Roy William Neill
Roy William Neill (4 de setembre de 1887 i 14 de desembre de 1946) va ser un director de cinema nord-americà d'origen irlandès conegut per dirigir les últimes onze de les catorze pel·lícules de Sherlock Holmes protagonitzades per Basil Rathbone i Nigel Bruce, fetes entre 1943 i 1946 i estrenades per Universal Studios.

## Biografia

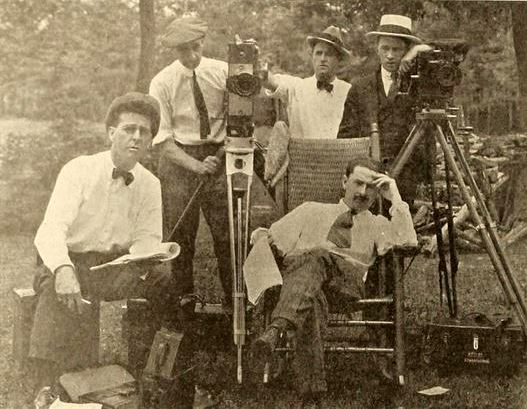
Equip de filmació de 1949 (des de l'esquerra): Thomas Walsh (assistent de direcció), Ned Van Buen (operador de càmera), Edward James (ajudant de direcció), Edward Wynard (operador de càmera), Neill (director, assegut)

Amb el seu pare com a capità, Roy William Neill va néixer en un vaixell davant de la costa d'Irlanda. El seu nom de naixement era Roland de Gostrie. Neill va començar a dirigir pel·lícules mudes el 1917 i va dirigir 111 pel·lícules, 55 d'elles mudes. Tot i que la majoria de les pel·lícules de Neill eren pel·lícules B de baix pressupost, era conegut per dirigir pel·lícules amb escenes meticulosament il·luminades amb ombres cuidades en capes que es convertirien en l'estil del cinema negre a finals de la dècada de 1940. De fet, la seva darrera pel·lícula, Black Angel (1946), es considera un film noir.
També es va acreditar en algunes obres com R. William Neill, Roy W. Neill i Roy Neill. Neill va viure als Estats Units la major part de la seva carrera i va ser ciutadà estatunidenc. Va anar a Londres des del 1935 fins al 1940, on hi havia millors oportunitats per als directors nord-americans. Durant aquest període, el productor de cinema britànic Edward Black va contractar a Neill per dirigir Alarma a l'exprés. No obstant això, a causa dels retards en la producció, Black va contractar Alfred Hitchcock per dirigir-la.
Neill va morir a Londres, Anglaterra, d'un atac cardíac.

## Filmografia
- The Girl, Glory (1917)
- The Mother Instinct (1917)
- They're Off (1917)
- The Price Mark (1917)
- Love Letters (1917)
- Flare-Up Sal (1918)
- Love Me (1918)
- Free and Equal (1918)
- Tyrant Fear (1918)
- The Mating of Marcella (1918)
- The Kaiser's Shadow (1918)
- Green Eyes (1918)
- Vive la France! (1918)
- Puppy Love (1919)
- Charge It to Me (1919)
- Trixie from Broadway (1919)
- The Career of Katherine Bush (1919)
- The Bandbox (1919)
- The Woman Gives (1920)
- The Inner Voice (1920)
- Yes or No? (1920)
- Good References (1920)
- Dangerous Business (1920)
- Something Different (1920)
- The Idol of the North (1921)
- The Conquest of Canaan (1921)
- The Iron Trail (1921)
- What's Wrong with the Women? (1922)
- The Man From M.A.R.S. (1922)
- Toilers of the Sea (1923)
- By Divine Right (1924)
- Vanity's Price (1924)
- Broken Laws (1924)
- Percy (1925)
- Marriage in Transit (1925)
- The Kiss Barrier (1925)
- Greater Than a Crown (1925)
- The Cowboy and the Countess (1926)
- The Fighting Buckaroo (1926)
- A Man Four-Square (1926)
- Black Paradise (1926)
- The City (1926)
- Marriage (1927)
- The Arizona Wildcat (1927)
- The Lady of Victories (1928) - curt
- The Czarina's Secret (1928) - curt
- San Francisco Nights (1928)
- The Virgin Queen (1928) - curt
- The Olympic Hero (1928)
- Lady Raffles (1928)
- Cleopatra (1928) - curt
- The Heart of General Robert E. Lee (1928) - curt
- The Viking (1928)
- Madame DuBarry (1928) - curt
- Behind Closed Doors (1929)
- Wall Street (1929)
- The Melody Man (1930)
- Cock 'o the Walk (1930) - pel·lícula perduda
- Just Like Heaven (1930)
- Fifty Fathoms Deep (1931)
- The Avenger (1931)
- The Good Bad Girl (1931)
- Fifty Fathoms Deep (1931)
- The Menace (1932)
- American Madness (1932) - no acreditat
- That's My Boy (1932)
- The Circus Queen Murder (1933)
- As the Devil Commands (1933)
- Fury of the Jungle (1933)
- Above the Clouds (1933)
- The Ninth Guest (1934)
- Whirlpool (1934)
- Black Moon (1934)
- Cita a cegues (1934)
- I'll Fix It (1934)
- Jealousy (1934)
- Mills of the Gods (1934)
- Eight Bells (1935)
- The Black Room (1935)
- The Lone Wolf Returns (1935)
- Gypsy (1937)
- Doctor Syn (1937)
- Quiet Please (1938)
- The Viper (1938)
- Simply Terrific (1938)
- Double or Quits (1938)
- Thank Evans (1938) British
- Many Tanks Mr. Atkins (1938)
- Everything Happens to Me (1938)
- A Gentleman's Gentleman (1939)
- Murder Will Out (1939)
- His Brother's Keeper (1940)
- Hoots Mon! (1940)
- The Good Old Days (1939)
- Eyes of the Underworld (1942)
- Madame Spy (1942)
- Sherlock Holmes i l'arma secreta (1942)
- Sherlock Holmes in Washington (1943)
- Frankenstein i l'home llop (1943)
- Rhythm of the Islands (1943)
- Sherlock Holmes Faces Death (1943)
- The Spider Woman (1943)
- The Scarlet Claw (1944)
- The Pearl of Death (1944)
- Gypsy Wildcat (1944)
- Sherlock Holmes and the House of Fear (1945)
- Sherlock Holmes i la dona de verd (1945)
- Pursuit to Algiers (1945)
- Sherlock Holmes: Nit de terror (1946)
- Sherlock Holmes: Vestida per matar (1946)
- Black Angel (1946)